# Жарсай (ледник)
Жарсай — ледник на северном склоне хребта Заилийский Алатау (4560—4600 м). Площадь 5 км², длина 4,6 км, язык ледника — на высоте 3410 м, объём льда 0,3 км³. Фирновая линия — на высоте 3760 м.
Из ледника берёт начало река Жарсай (левый приток реки Иссык). В русле реки Жарсай часто бывают сели, из-за чего ледник Жарсай называют «Жындысу».